# Yeni Süksün, Bünyan
Yeni Süksün là một xã thuộc huyện Bünyan, tỉnh Kayseri, Thổ Nhĩ Kỳ. Dân số thời điểm năm 2008 là 1.783 người.